# Agrocybe
Genre
Agrocybe (les agrocybes en français), est un genre de champignons basidiomycètes de la famille des Strophariaceae.
Ce genre contient environ 100 espèces dont une vingtaine européennes. Les espèces ne sont pas faciles à identifier sauf la pholiote du peuplier. Agrocybe rivulosa (tout comme Agaricus rufotegulis) a été disséminé hors de son aire naturelle de répartition via les mulchs de bois et écorce utilisés en jardinage et espaces verts.

## Toxicologie
Certains agrocybes sont toxiques.

## Taxonomie

### Espèce type
- Agrocybe praecox

### Espèces européennes
- Agrocybe parasitica, ex aegerita, ex cylindracea, la Pholiote du peuplier (depuis 2014, Cyclocybe parasitica).
- Agrocybe arenicola
- Agrocybe arvalis
- Agrocybe brunneola
- Agrocybe elatella
- Agrocybe erebia
- Agrocybe firma
- Agrocybe molesta
- Agrocybe ombrophila
- Agrocybe pediades
- Agrocybe pusiola
- Agrocybe putaminum
- Agrocybe rivulosa
- Agrocybe semiorbicularis
- Agrocybe setulosa
- Agrocybe sphaleromorpha
- Agrocybe splendida
- Agrocybe subpediades
- Agrocybe vervacti

### Espèce américaine
- Agrocybe acericola